# Wrona antylska
Wrona antylska (Corvus leucognaphalus) – gatunek średniej wielkości ptaka z rodziny krukowatych (Corvidae), zamieszkujący wyspę Haiti. Jest narażony na wyginięcie.

## Systematyka
Jest to gatunek monotypowy. Dwa inne gatunki karaibskich krukowatych, wrona kubańska (Corvus nasicus) i wrona jamajska (Corvus jamaicensis) wydają się być z nią bardzo blisko spokrewnione, gdyż dzielą z nią parę kluczowych cech morfologicznych. Czwarty gatunek tego regionu, wrona palmowa (Corvus palmarum), jest prawdopodobnie późniejszym przybyszem (przynajmniej w skali ewolucyjnej), i wykazuje podobieństwo do wrony rybożernej (C. ossifragus) z Ameryki Północnej i do dwóch z meksykańskich krukowatych.

## Występowanie
To leśna wrona obecnie występująca endemicznie na wyspie Haiti na Morzu Karaibskim, na której położone są dwa państwa: Haiti i Dominikana. Wrona antylska występowała również na Portoryko, choć obecnie na tej wyspie jest uznana za gatunek wymarły (ostatnie stwierdzenie miało miejsce w 1977 roku). Uznaje się, że powodem wymarcia były polowania i wycinka lasów.
Zasiedla zarówno niziny, jak i górskie lasy i w przeciwieństwie do wrony kubańskiej nie wydaje się żerować na terenach wykarczowanych pod uprawy. Często lata wysoko nad koronami drzew i unosi się, wykorzystując termalne konwekcyjne prądy powietrza, inaczej niż blisko spokrewniona wrona palmowa, która szybuje tylko wyjątkowo.  

## Morfologia
Największy z czterech karaibskich gatunków krukowatych – mierzy 42–46 cm. To krępy ptak. Ogólnie czarne upierzenie z niebieskawo-fioletowym połyskiem w dobrym naświetleniu. Czarny dziób jest długi i głęboki, a na końcu zakrzywia się nieznacznie w dół, sprawiając u ptaka wrażenie dużej głowy. Szczeciniaste pióra nosowe nie pokrywają całkowicie nozdrzy w przeciwieństwie do większości przedstawicieli tego rodzaju. Za oczami widać plamy ciemnoszarej gołej skóry, a u podstawy dolnej szczęki nieopierzony pasek tej samej barwy. Tęczówka jest charakterystyczna – rudawo-brunatnożółta, a nogi i stopy są czarne.

## Pożywienie
Dieta jest typowa dla większości leśnych wron. Zawiera duże ilości owoców, ale również trochę bezkręgowców, które są zbierane zwłaszcza w czasie karmienia młodych. Ślady po małych bezkręgowych ofiarach były znajdowane również w żołądkach zebranych okazów, w tym małe, rodzime dla regionu, ropuchy i pisklęta. Jest prawie pewne, że jeśli napotka ptasie jaja również je zabierze.

## Okres lęgowy
Gniazda są zawsze stawiane osobno i lokowane na wysokich drzewach, choć gnieździć mogą się też na mniejszych.

## Głos
Odgłos wrony antylskiej jest dość niezwykły i posiada serie dźwięków bulgoczącej wody, skrzeczenia i szczebiotania przemieszanego z przyjemnymi i szorstkimi nutami, włączając w to krakanie podobne do kruka (Corvus corax).

## Status
Międzynarodowa Unia Ochrony Przyrody (IUCN) uznaje wronę antylską za gatunek narażony (VU – Vulnerable) nieprzerwanie od 1994 roku. Liczebność populacji szacuje się na 1500–7000 dorosłych osobników. BirdLife International uznaje trend liczebności populacji za spadkowy.